# Procambarus troglodytes
Procambarus troglodytes är en kräftdjursart som först beskrevs av John Lawrence LeConte 1856.  Procambarus troglodytes ingår i släktet Procambarus och familjen Cambaridae. IUCN kategoriserar arten globalt som livskraftig. Inga underarter finns listade i Catalogue of Life.